# Cratocentrus fastuosus
Cratocentrus fastuosus är en stekelart som först beskrevs av Masi 1944.  Cratocentrus fastuosus ingår i släktet Cratocentrus och familjen bredlårsteklar. Inga underarter finns listade i Catalogue of Life.